# Freixeda e Vila Verde
Freixeda e Vila Verde (oficialmente: União das Freguesias de Freixeda e Vila Verde) é uma freguesia portuguesa do município de Mirandela, com 21,23 km² de área e 137 habitantes (censo de 2021). A sua densidade populacional é 6,5 hab./km².

## História
Foi criada aquando da reorganização administrativa de 2012/2013,  resultando da agregação das antigas freguesias de Freixeda e Vila Verde.

## Demografia
A população registada nos censos foi:
| Distribuição da População por Grupos Etários | Distribuição da População por Grupos Etários | Distribuição da População por Grupos Etários | Distribuição da População por Grupos Etários | Distribuição da População por Grupos Etários | Distribuição da População por Grupos Etários |
| -------------------------------------------- | -------------------------------------------- | -------------------------------------------- | -------------------------------------------- | -------------------------------------------- | -------------------------------------------- |
| Antes da agregação                           |                                              |                                              |                                              |                                              |                                              |
| Ano                                          | 0-14 anos                                    | 15-24 anos                                   | 25-64 anos                                   | >= 65 anos                                   | Total                                        |
| 2001                                         | 23                                           | 22                                           | 88                                           | 82                                           | 215                                          |
| 2011                                         | 18                                           | 16                                           | 68                                           | 68                                           | 170                                          |
| Após a agregação                             |                                              |                                              |                                              |                                              |                                              |
| Ano                                          | 0-14 anos                                    | 15-24 anos                                   | 25-64 anos                                   | >= 65 anos                                   | Total                                        |
| 2021                                         | 10                                           | 7                                            | 62                                           | 58                                           | 137                                          |